# Steve Zahn
Steven James "Steve" Zahn, född 13 november 1967 i Marshall, Minnesota, är en amerikansk skådespelare med tyska och svenska rötter.
Efter att ha gått ett år på Gustavus Adolphus College kom han in på American Repertory Theater i Cambridge, Massachusetts, där han gick i två år. Han bosatte sig i New York där han arbetade med ett otal teaterproduktioner. Han slog igenom i pjäsen Sophistry, där Ben Stiller såg honom och erbjöd en roll i filmen Reality Bites.

## Filmografi (urval)
- 1992 – Regn utan åska
- 1994 – Reality Bites
- 1995 – Rött hav
- 1996 – That Thing You Do
- 1998 – Mannen i mitt liv
- 1998 – Out of Sight
- 1998 – Kassa kassaskåpssprängare
- 1998 – Du har mail
- 1999 – Happy, Texas
- 1999 – Ödets makt
- 1999 – Stuart Little (röst)
- 2000 – Hamlet
- 2000 – Chain of Fools
- 2001 – En djävul till flickvän
- 2001 – Dr. Dolittle 2
- 2001 – Roadkill
- 2001 – Pojkarna i mitt liv
- 2002 – Stuart Little 2 (röst)
- 2003 – National Security
- 2003 – Dagispapporna
- 2003 – Stephen Glass - rubrikernas man
- 2004 – Bad Things
- 2004 – Speak (TV-film)
- 2005 – Sahara
- 2005 – Lilla kycklingen (röst)
- 2006 – Bandidas
- 2007 – Rescue Dawn
- 2008 – Comanche Moon (TV-serie)
- 2008 – Unstable Fables: 3 Pigs & A Baby (röst)
- 2009 – A Perfect Getaway
- 2010 – Dagbok för alla mina fans
- 2010–2013 – Treme (TV-serie)
- 2011 – Dagbok för alla mina fans – Rodrick Regerar
- 2012 – Dagbok för alla mina fans – usla utsikter
- 2013 – Dallas Buyers Club
- 2013 – Knights of Badassdom
- 2015 – Den gode dinosaurien
- 2015 – The Ridiculous 6
- 2016 – Captain Fantastic - En annorlunda pappa
- 2019 – Tall Girl
- 2022 – Tall Girl 2
- 2022 – Natt på museet: Kahmunrahs återkomst (röst)
- 2025 – Chad Powers (TV-serie)
- 2025 – Anaconda